# パク・スルギ
パク・スルギ（1986年8月18日 - ）は 韓国出身の 女優である。ティエンエンターテインメント所属。2004年MBCモノマネ歌手王大賞となりデビュー。江原道原州市出身。プゴン女子高等学校、京畿大学校卒業。B型。身長155cm。趣味は歌、踊り、道案内。特技は柔軟性体操。第4回MBCファルドモチャン大会大賞受賞。

## 演技活動

### TV
- 2011年 SBS 《太陽の花嫁》... ウンジン 役
- 2011年 MBC every1 《レアルスクール》 ... パク・コリン 役
- 2008年 KBS1 《君は僕の運命》 ... ポクチュ 役
- 2007年 MBC 《それでも好き!》 ... ミスン 役
- 2006年 Tooniverse 《先生はエイリアン》 ... アン・ヒョリ役 役
- 2005年 MBC 《アンニョン，フランチェスカ 》 ... ソフィア 役
- 2004年 MBC 《どきどきチェンジ》 ... スルギ 役

### 映画
- 2011年 《ごめんね，ありがとう》
- 2006年 《アニー・フランチェスカ》 ... ソフィア(声) 役
- 2006年 《カリスマ脱出記》 ... カン・ヘス 役
- 2005年 《高校教師　恋の教育実習》 ... キム・ミスク 役

### 放送
- MBC 《セクションＴＶ 芸能通信》 リポーター
- KBS2 《ハッピーサンデー》〈男の資格〉
- 原州MBC 特集ドキュメンタリー《明朗少女 パク・スルギ》
- Mnet After School of 楽

### ミュージックビデオ
- 一人 ウルフ

## 広告
- KT
- CJ CGV
- コリョウンタン